# Aaron Cresswell
Aaron William Cresswell (Liverpool, 15 december 1989) is een Engels voetballer die doorgaans als linksback speelt. Hij verruilde Ipswich Town in juli 2014 voor West Ham United, waar hij in juli 2016 zijn contract verlengde tot medio 2021. Cresswell debuteerde in 2016 in het Engels voetbalelftal.

## Clubcarrière
Cresswell debuteerde op 1 november 2008 in het shirt van Tranmere Rovers in de League One, tegen Milton Keynes Dons. In drie seizoenen speelde hij 70 competitieduels voor Tranmere Rovers, waarin hij vijf doelpunten maakte. In 2011 tekende hij een driejarig contract bij Ipswich Town. In de Championship kwam hij tot 132 competitieduels in het shirt van The Blues. Op 3 juli 2014 tekende hij een vijfjarig contract bij West Ham United, dat bijna vijf miljoen euro betaalde voor de linksback. Hij debuteerde op 16 augustus 2014 in de Premier League, tegen Tottenham Hotspur.

## Interlandcarrière
Cresswell werd op 7 november 2016 voor de eerste keer opgeroepen voor het Engels voetbalelftal, voor een kwalificatiewedstrijd voor het WK 2018 tegen Schotland en een oefeninterland tegen Spanje.
1 Fabiański ·
3 Cresswell ·
4 Soler ·
5 Coufal ·
7 Summerville ·
8 Ward-Prowse ·
9 Antonio ·
10 Paquetá ·
11 Füllkrug ·
14 Kudus ·
15 Mavropanos ·
17 Guilherme ·
18 Ings ·
19 Álvarez ·
20 Bowen  ·
21 Foderingham ·
23 Aréola ·
24 Rodríguez ·
25 Todibo ·
26 Kilman ·
28 Souček ·
29 Wan-Bissaka ·
33 Palmieri ·
34 Ferguson ·
39 Irving ·
57 Scarles ·
Coach: Potter
· Assistent-coach: Saltor